# Liga Narodów UEFA (2024/2025)/Grupa B2
W Grupie B2 Ligi Narodów UEFA 2024/25 brały udział następujące zespoły:
- Anglia
- Finlandia
- Grecja
- Irlandia

## Tabela
| Lp. | Drużyna         | M | Z | R | P | B+ | B- | +/– | Pkt | Awans, kwalifikacja lub spadek |  | Anglia | Grecja | Irlandia | Finlandia |
| --- | --------------- | - | - | - | - | -- | -- | --- | --- | ------------------------------ |  | ------ | ------ | -------- | --------- |
| 1   | Anglia (A)      | 6 | 5 | 0 | 1 | 16 | 3  | +13 | 15  | awans do Dywizji A             |  |        | 1–2    | 5–0      | 2–0       |
| 2   | Grecja (B, A)   | 6 | 5 | 0 | 1 | 11 | 4  | +7  | 15  | baraż o awans                  |  | 0–3    |        | 2–0      | 3–0       |
| 3   | Irlandia (B, O) | 6 | 2 | 0 | 4 | 3  | 12 | −9  | 6   | baraż o utrzymanie             |  | 0–2    | 0–2    |          | 1–0       |
| 4   | Finlandia (S)   | 6 | 0 | 0 | 6 | 2  | 13 | −11 | 0   | spadek do Dywizji C            |  | 1–3    | 0–2    | 1–2      |           |

1. 1 2  Mecze bezpośrednie, różnica bramek: Anglia +2, Grecja −2.

## Wyniki
| 7 września 2024 | Irlandia | 0:2   | Anglia                  |                                                                    |
| 18:00 CET       |          | (0:2) | 11' Rice · 26' Grealish | Aviva Stadium, Dublin Widzów: 50 359 Sędzia: José Sánchez Martínez |

| 7 września 2024 | Grecja                                 | 3:0   | Finlandia |                                                                               |
| 18:00 CET       | Joanidis 23', 76' · Källman 37' (sam.) | (2:0) |           | Stadion im. Jeorjosa Karaiskakisa, Pireus Widzów: 17 293 Sędzia: Urs Schnyder |

| 10 września 2024 | Irlandia | 0:2   | Grecja                    |                                                          |
| 20:45 CET        |          | (0:0) | 50' Joanidis · 87' Dzolis | Aviva Stadium, Dublin Widzów: 37 274 Sędzia: Espas Eskås |

| 10 września 2024 | Anglia        | 2:0   | Finlandia |                                                             |
| 20:45 CET        | Kane 57', 76' | (0:0) |           | Stadion Wembley, Londyn Widzów: 70 221 Sędzia: Morten Krogh |

| 10 października 2024 | Finlandia      | 1:2   | Irlandia               |                                                                        |
| 20:45 CET            | Pohjanpalo 17' | (1:0) | 57' Scales · 88' Brady | Stadion Olimpijski, Helsinki Widzów: 16 105 Sędzia: Aleksandar Stawrew |

| 10 października 2024 | Anglia         | 1:2   | Grecja              |                                                               |
| 20:45 CET            | Bellingham 87' | (0:0) | 49', 90+4' Pawlidis | Stadion Wembley, Londyn Widzów: 79 012 Sędzia: Andrea Colombo |

| 13 października 2024 | Finlandia    | 1:3   | Anglia                                         |                                                                       |
| 18:00 CET            | Hoskonen 87' | (0:1) | 18' Grealish · 74' Alexander-Arnold · 84' Rice | Stadion Olimpijski, Helsinki Widzów: 32 411 Sędzia: Giorgi Kruaszwili |

| 13 października 2024 | Grecja                         | 2:0   | Irlandia |                                                                             |
| 20:45 CET            | Bakasetas 48' · Mandalos 90+1' | (0:0) |          | Stadion im. Jeorjosa Karaiskakisa, Pireus Widzów: 30 253 Sędzia: Joey Kooij |

| 14 listopada 2024 | Irlandia     | 1:0   | Finlandia |                                                          |
| 20:45 CET         | Ferguson 45' | (1:0) |           | Aviva Stadium, Dublin Widzów: 39 163 Sędzia: Harm Osmers |

| 14 listopada 2024 | Grecja | 0:3   | Anglia                                          |                                                                 |
| 20:45 CET         |        | (0:1) | 7' Watkins · 78' (sam.) Wlachodimos · 83' Jones | Stadion Olimpijski, Ateny Widzów: 60 664 Sędzia: Daniel Siebert |

| 17 listopada 2024 | Finlandia | 0:2   | Grecja                     |                                                                   |
| 18:00 CET         |           | (0:0) | 52' Bakasetas · 56' Dzolis | Stadion Olimpijski, Helsinki Widzów: 17 661 Sędzia: Willy Delajod |

| 17 listopada 2024 | Anglia                                                                      | 5:0   | Irlandia |                                                                |
| 18:00 CET         | Kane 53' (k.) · Gordon 56' · Gallagher 58' · Bowen 76' · Harwood-Bellis 79' | (0:0) |          | Stadion Wembley, Londyn Widzów: 79 969 Sędzia: Erik Lambrechts |

## Strzelcy

### 3 gole
- Harry Kane
- Fotis Joanidis

### 2 gole
- Jack Grealish
- Declan Rice
- Anastasios Bakasetas
- Christos Dzolis
- Wangelis Pawlidis

### 1 gol
- Trent Alexander-Arnold
- Jude Bellingham
- Jarrod Bowen
- Conor Gallagher
- Anthony Gordon
- Taylor Harwood-Bellis
- Curtis Jones
- Ollie Watkins
- Arttu Hoskonen
- Joel Pohjanpalo
- Petros Mandalos
- Robbie Brady
- Evan Ferguson
- Liam Scales

### Gole samobójcze
- Benjamin Källman (dla Grecji)
- Odiseas Wlachodimos (dla Anglii)